# 1920-ih
2. tisućljeće
◄ | 19. stoljeće | 20. stoljeće | 21. stoljeće | ►
◄ | 1890-ih | 1900-ih | 1910-ih | 1920-ih | 1930-ih | 1940-ih | 1950-ih | ►
1920. | 1921. | 1922. | 1923. | 1924. | 1925. | 1926. | 1927. | 1928. | 1929.

## Događaji i trendovi
- Marš na Rim
- Turski rat za nezavisnost
- Osnivanje SSSR-a
- Velika gospodarska kriza